# Schibsted
Schibsted è un'azienda norvegese, con sede a Oslo, attiva nel campo dei media (giornali, televisione, cinema, Internet ed editoria) e del commercio online e quotata alla Borsa di Oslo. Ha attività in 29 paesi ma principalmente in Svezia e Norvegia. 
Le vaste attività online internazionali del gruppo (annunci economici e mercati virtuali al di fuori della Scandinavia) sono state scorporate nel 2018 come parte di uno spin-off e da allora sono state gestite come sussidiaria quotata sotto il nome di Adevinta.

## Storia e attività
Nel 1839 Christian Schibsted fondò lo Schibsted Forlag. Dal 1860 pubblica Christiania Adresseblad, conosciuto dal 1885 come Aftenposten. Nel 1989 l'azienda di famiglia diventò una società per azioni, quotata alla Borsa di Oslo dal 1992 e che fa parte dell'indice OBX.
Negli anni '90 e 2000, Schibsted ha acquistato alcuni giornali internazionali. In Germania la società divenne nota nel 2000 per il tentativo di creare il quotidiano gratuito 20 Minuten, analogamente alla pubblicazione svizzera 20 Minuti.
Oltre alle attività mediatiche, la società è attiva anche nell'online con annunci economici e marketplace virtuali dall'inizio del millennio. Schibsted è attiva in Francia, dove gestisce il mercato con il nome Leboncoin. 
Come parte di uno spin-off, il business online internazionale non scandinavo è stato scorporato alla fine del 2008; da aprile 2019, questo sarà gestita come sussidiaria quotata indipendente con il nome di Adevinta, avente inizialmente una partecipazione azionaria di Schibstedt del 60%, poi scesa al 33%.